# Brytyjskie i Zagraniczne Towarzystwo Biblijne
Brytyjskie i Zagraniczne Towarzystwo Biblijne (ang. British and Foreign Bible Society) – ponadwyznaniowe towarzystwo biblijne założone 7 marca 1804 roku w Londynie w celu udostępnienia szerokim kręgom odbiorców Biblii w języku ojczystym, w przystępnej cenie oraz drukowania tekstu Pisma Świętego bez żadnych uwag i komentarzy. Brytyjskie i Zagraniczne Towarzystwo Biblijne jest członkiem Zjednoczonych Towarzystw Biblijnych.
Oddziałem Brytyjskiego i Zagranicznego Towarzystwa Biblijnego było powstałe w październiku 1816 roku „Brytyjskie i Zagraniczne Towarzystwo Biblijne w Warszawie” znane obecnie jako Towarzystwo Biblijne w Polsce. W roku 1990 polski oddział uzyskał legalizację jako samodzielna i niezależna organizacja międzywyznaniowa.